# Árpád Thierjung
Árpád Thierjung (n. 2 mai 1914, Jimbolia, Austro-Ungaria – d. 29 mai 1981, Jimbolia, Republica Socialistă România) a fost un fotbalist român, golgheter în sezonul de Divizia A 1937-1938 cu 22 de goluri în 18 meciuri pentru echipa Chinezul Timișoara.

## Biografie
A fost al patrulea copil al soților Nikolaus Thierjung (comerciant, cârciumar) și Barbara (n. Decker). Pe 14 iulie 1951 s-a căsătorit cu Elisabeth Maczák, cu care a avut un fiu, Arpad jr. (n. 3 noiembrie 1953).

## Cariera
A debutat în Divizia A pe 3 noiembrie 1935, marcând două goluri în victoria Chinezului cu Gloria Arad, scor 3-2. Pe data de 19 septembrie 1937, în partida Chinezul - CAO Oradea (7-3), a marcat nu mai puțin de șase goluri, fiind primul jucător care reușește această performanță în Divizia A. În sezonul 1942-1943 câștigă Campionatul de război cu FC Craiova (echipă la care a activat 1940-1944) fiind al treilea golgheter al echipei și totodată al diviziei cu 13 goluri. A mai jucat la CAM Timișoara (1939-1940, 1948-49), Ripensia Timișoara (1947-1948) și Ceramica Jimbolia (1948-50). Între anii 1950 și 1969 este antrenor la tineretul Ceramicii și antrenează mai multe echipe locale în ligile regionale, de unde se lansează fotbaliști precum Aurel Șunda (Poli Timișoara) sau Pavel Széll (Luceafărul București, UTA). Din 1999, stadionul din Jimbolia îi poartă numele.